# نیکلاس راث
نیکلاس راث (انگلیسی: Nicolas Roth؛ زادهٔ ۲۸ اوت ۱۹۹۰) بازیکن فوتبال اهل آلمان است.
از باشگاه‌هایی که در آن بازی کرده‌است می‌توان به باشگاه فوتبال گروتر فورث و باشگاه فوتبال وهن ویسبادن اشاره کرد.